# Casa Ricordi

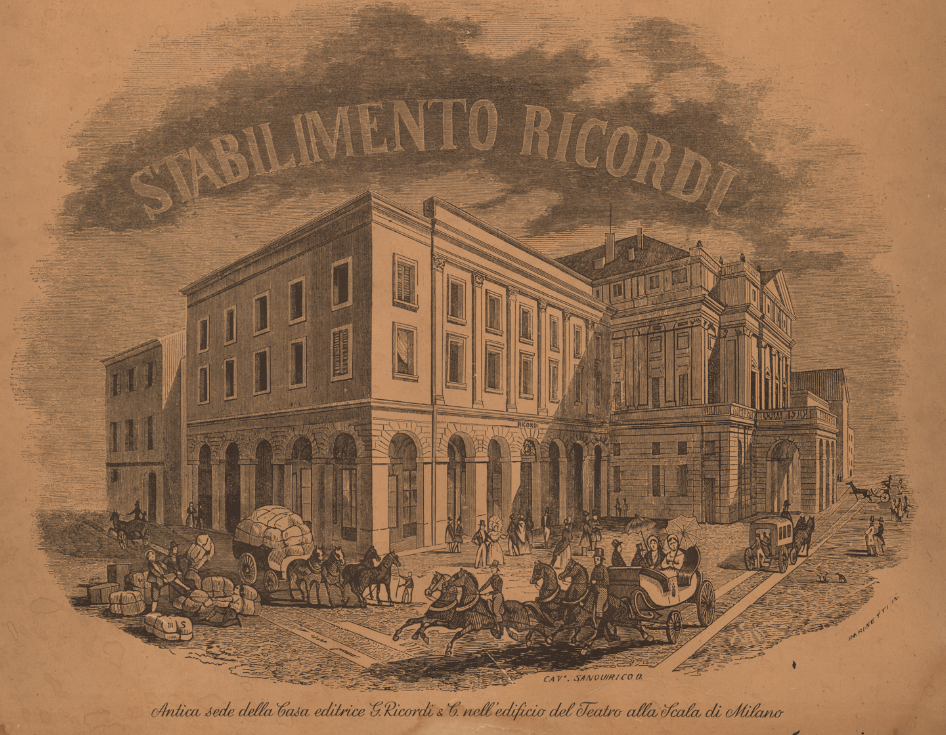
Antica sede della casa editrice G.Ricordi & C. nell'edificio a fianco del Teatro alla Scala di Milano, per questo anche noto come "Casino Ricordi".

La Ricordi è una casa editrice italiana di edizioni musicali fondata nel 1808 e tuttora esistente. Fu diretta fino al 1919 da membri della famiglia Ricordi: Giovanni Ricordi, Tito I Ricordi, Giulio Ricordi e Tito II Ricordi. Dopo la seconda guerra mondiale, la famiglia tornò per un breve periodo a guidare la casa editrice con Camillo Ricordi.
Nel 1958 uno degli appartenenti alla famiglia, Nanni Ricordi, decise di aprire anche una casa discografica, la «Dischi Ricordi». Entrarono a far parte della "scuderia" discografica noti cantautori come Gino Paoli, Fabrizio De André e Gianna Nannini.
Dal 1964 al 1994 la società (di proprietà di un gruppo di azionisti di Varese e di Milano) venne guidata da Guido Rignano (presidente e amministratore delegato). Durante i trent'anni della sua gestione, le Edizioni di Musica Classica, Leggera e la Dischi Ricordi crebbero considerevolmente. Nacquero la catena di negozi in tutt'Italia, le Arti Grafiche Ricordi, le filiali in Sud America e varie sinergie in Europa.
Nel 1994 Guido Rignano (dopo una trattativa durata circa due anni) firmò l'accordo di vendita al gruppo tedesco Bertelsmann, imponendo nel contratto la clausola secondo cui l'Archivio storico (conservato nel caveau di via Salomone) non avrebbe mai potuto lasciare l'Italia.

## Storia

### 1808-1853: Giovanni Ricordi

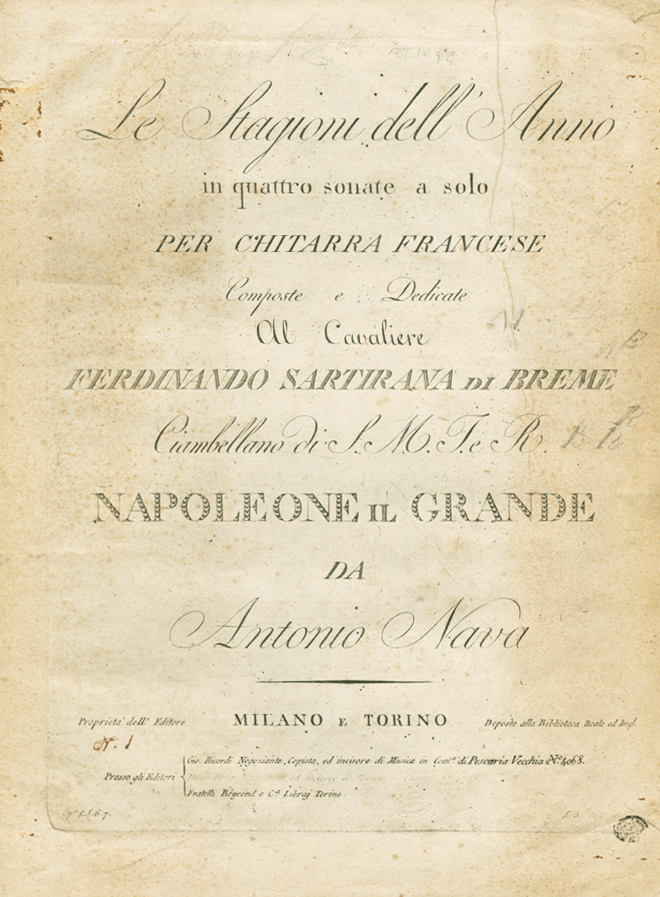
Copertina della prima pubblicazione della Ricordi nel 1808: le Stagioni di Antonio Nava

ll fondatore Giovanni Ricordi compì studi musicali e fu per breve tempo primo violino e direttore d'orchestra in un piccolo teatro di Milano, il Fiando.
Nell'estate del 1807 Ricordi si recò a Lipsia per studiare le tecniche di incisione e stampa e il commercio musicale presso la casa Breitkopf & Härtel; al suo rientro portò con sé un torchio calcografico.
L'attività editoriale di Ricordi ebbe inizio nel 1808: il 16 gennaio Ricordi si unì in società con l'incisore e negoziante di musica torinese Felice Festa. Insieme, avviarono la pubblicazione di una serie periodica, il Giornale di musica vocale italiana, ma la società si sciolse già il 25 giugno 1808 e da quel momento Ricordi continuò da solo l'attività di editore ad affiancare quella già esistente di copisteria.
Ricordi aveva pertanto due linee produttive: da un lato la produzione di copie manoscritte di melodrammi (partitura e parti) per il noleggio ai teatri; dall'altra, la produzione di edizioni di musica vocale e strumentale da vendere sul mercato amatoriale. AI primo settore era deputata la copisteria, al secondo la calcografia.
In questo periodo, Ricordi si procurava le partiture manoscritte che andavano man mano ad arricchire l'archivio di spartiti sia tramite contratti con le imprese dei teatri milanesi, sia grazie all'acquisto, nel 1813, del cospicuo archivio del copista veneziano Bertoja; acquistò anche l'archivio musicale del Teatro alla Scala nel 1825.
Giovanni Ricordi lanciò musicisti di grande talento come Gioachino Rossini, Vincenzo Bellini e Gaetano Donizetti che, con la loro musica, fecero la fortuna della Ricordi.
Su iniziativa del figlio Tito, Giovanni fondò nel 1842 il settimanale Gazzetta musicale di Milano, più tardi rinominata Musica e Musicisti e infine Ars et Labor; quest'ultima rivista aveva come emblema i triplici anelli borromei intrecciati.

### 1853-1888: Tito I Ricordi

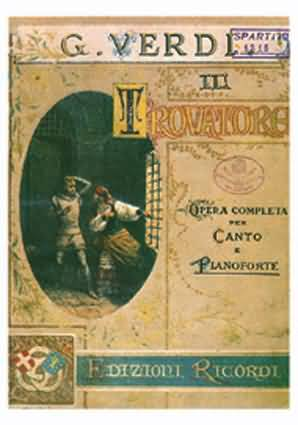
Copertina de Il Trovatore di Giuseppe Verdi, edito da Ricordi

Tito I Ricordi continuò l'opera del padre, ingrandendo la casa editrice e aprendo, con l'aiuto del figlio Giulio, filiali a Napoli (1864), Firenze (1865), Roma (1871), Palermo (1888), Londra (1878) e Parigi (1888).
Tito I Ricordi è ricordato soprattutto per avere scoperto e sostenuto Giuseppe Verdi, cui è legata l'attività editoriale della Casa nella seconda metà dell'Ottocento. Ricordi conquista la reputazione di editore dei grandi operisti italiani.
Nel 1888 Tito I rilevò il controllo della casa editrice musicale Lucca, determinando in questo modo un aumento del potere della Ricordi nel settore dell'editoria musicale.

### 1888-1912: Giulio Ricordi

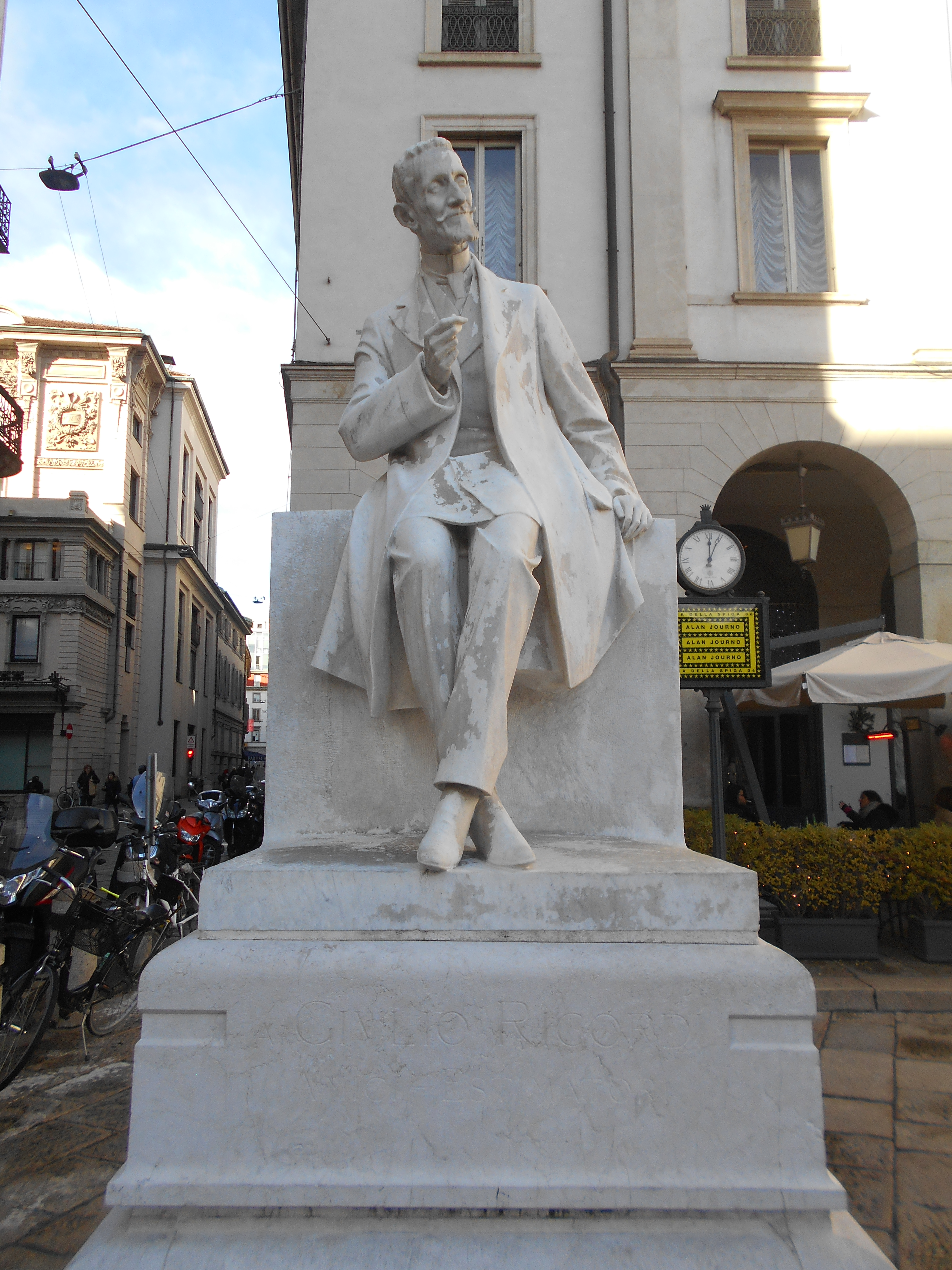
Monumento a Giulio Ricordi di Luigi Secchi a Milano

Nel 1888 diventò nuovo capo azienda Giulio Ricordi, che legò il suo nome alla scoperta di diversi musicisti, tra cui Giacomo Puccini, di cui fu grande amico e attraverso il quale l'attività editoriale toccò l'apice tra la fine dell'Ottocento e i primi del Novecento.
Con Giulio Ricordi proseguì lo sviluppo aziendale con l'apertura di nuove filiali, tra tutte ricordiamo quella di New York (1906).
Nel 1908 Giulio Ricordi festeggia con il resto della famiglia i 100 anni della Casa Ricordi.

### 1912-1919 Tito II Ricordi
Nel 1912 Giulio Ricordi morì e il figlio Tito II prese il suo posto alla direzione dell'azienda continuando l'opera familiare, sostenendo l'attività di Puccini ed allo stesso tempo scoprendo nuovi autori.
Dopo la fine della prima guerra mondiale, nel 1919 Tito II si dimise dal ruolo di amministratore unico della Ricordi, ponendo fine alla gestione solitaria della famiglia riguardo all'azienda fondata un secolo prima. A questo punto Tito II rimane solo un socio importante della Ricordi.

### 1919-1944: Renzo Valcarenghi e Carlo Clausetti

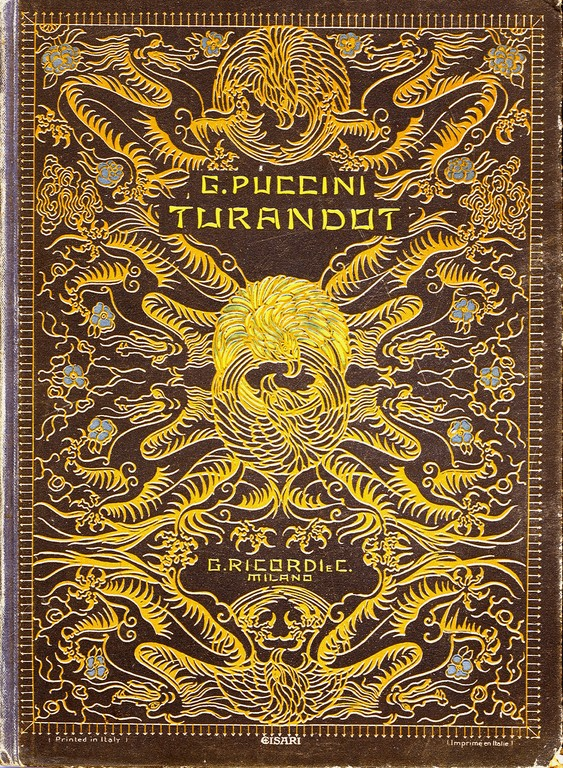
Spartito del dramma lirico Turandot di Giacomo Puccini, stampato a Milano per i tipi di Giulio Ricordi & C. nel 1926

Nel 1919 Tito II cedette il pacchetto di maggioranza della società e la famiglia Ricordi, pur rimanendo un importante azionista dell'azienda, decade dal ruolo di guida solitaria tenuto ininterrottamente per oltre 100 anni. Entrano in Ricordi altre personalità che iniziano una nuova fase della Casa editrice, segnata anche dalla pubblicazione del nuovo editoriale Musica d'oggi: Renzo Valcarenghi, in precedenza direttore commerciale della Ricordi, e Carlo Clausetti, appartenente ad una nota famiglia di importanti editori napoletani, divengono i nuovi amministratori della Ricordi.
La nuova politica aziendale intende dare importanza alla editoria didattica musicale. Parallelamente continua il tradizionale orientamento della casa editrice verso l'opera melodrammatica, che viene estesa al campo musicale strumentale e sinfonico.
Negli anni 1925 e 1926 si conclude, con le due rappresentazioni postume di Nerone (Boito) e della Turandot,  la fase tardoromantica del melodramma italiano, e si apre quella della letteratura sinfonica italiana, con il lancio di nuovi musicisti come Ferruccio Busoni, Alfredo Casella, Catalani, Giorgio Federico Ghedini, Gian Francesco Malipiero e altri.
Dagli anni venti il regime fascista tende ad avere un ruolo totalizzante sulla società, imponendo un preciso stile di comportamento. Questo stato di cose condiziona anche il settore musicale dove la Ricordi ricopre un ruolo importante.
Il rapporto di Casa Ricordi con il regime fascista si sostanzia nella partecipazione ai comitati di settore, nell'accettazione delle imposizioni della censura e nell'emarginazione degli autori ebrei, dopo l'introduzione delle leggi razziali del 1938. Grazie alla sua collaborazione, Casa Ricordi può assicurarsi il mantenimento dei proventi che le derivano dal noleggio di materiale musicale e dall'incasso dei diritti d'autore.
Nell'ambito del settore musicale, i teatri d'opera hanno da sempre un ruolo fondamentale; in epoca fascista i teatri divengono enti autonomi, assoggettati al Ministero della Stampa e della Propaganda.
A partire dal 1923 anche il Teatro alla Scala di Milano fu sovvenzionato dal governo e subisce il condizionamento del regime fascista, che vuole fare di questo come degli altri teatri d'opera, un mezzo di propaganda di regime.
In questa complicata situazione i teatri si arenano tra censura e voglia di innovazione e adottano una politica di acquiescenza in attesa di tempi migliori, rappresentando i classici dell'opera lirica e alcune produzioni moderatamente moderne.
Valcarenghi e Clausetti si trovano così costretti a dirigere la Ricordi barcamenandosi in questa situazione per permettere all'azienda di sopravvivere. 
Mentre vediamo la popolare “Giovane Scuola”, di cui Mascagni è l'esponente principale, venire pubblicata dal concorrente Sonzogno, Casa Ricordi è priva di un “successore” di Puccini.
Negli anni venti compaiono sulla scena musicale italiana autori, come Italo Montemezzi e Franco Alfano, di quella che viene denominata "la generazione dell'Ottanta", i cui lavori sono presenti nei cataloghi Ricordi a fianco di compositori in seguito soggetti alle persecuzioni razziali, come Erich Wolfgang Korngold, Mario Castelnuovo-Tedesco, Aldo Finzi.
Nel contesto della difficile situazione in cui opera, la Ricordi riesce tuttavia a mantenere una certa influenza nella gestione della programmazione del Teatro alla Scala; anche Arturo Toscanini, direttore musicale della Scala tra il 1921 e il 1928 è ovviamente costretto a lottare con la crescente ingerenza e i dettami ideologici del regime fascista.
Con l'andare del tempo le relazioni fra Casa Ricordi e la Scala si irrigidiscono, specialmente dopo la nomina a direttore di Jenner Mataloni, personalità fedele al regime. I vertici della Casa editrice entrano ripetutamente in conflitto con lui per questioni concernenti i proventi degli spettacoli e le condizioni di produzione.
Nel 1939 inizia la Seconda guerra mondiale e l'Italia vi entra l'anno seguente. In questa situazione di grande disagio e confusione i capi di Casa Ricordi devono progressivamente sospendere l'attività musicale e mettere in sicurezza il patrimonio musicale della casa editrice.
L'intero territorio italiano verrà sottoposto a bombardamenti, come avviene con Milano soprattutto dal 1942. Per Casa Ricordi è una tragedia a causa della distruzione delle sedi centrali dell'azienda a Milano.
Sconvolto da tanta distruzione, dopo aver guidato per più di vent'anni l'azienda, nel 1944 Renzo Valcarenghi si dimette da capo della Ricordi.

### 1944-1952: Camillo Ricordi, Eugenio Clausetti e Alfredo Colombo
Con l'uscita di scena di Renzo Valcarenghi, seguito poco dopo anche da Carlo Clausetti, la famiglia Ricordi decide di tornare a guidare l'azienda con Camillo Ricordi, figlio di Manolo fratello di Tito II. Camillo, appartenente alla quinta generazione della famiglia Ricordi, viene coadiuvato dall'altra famiglia che gestisce la Ricordi, ovvero i Clausetti, che pongono ai vertici della casa editrice, Eugenio, figlio di Carlo. I due insieme ad Alfredo Colombo vengono a formare un trio che si pone l'obiettivo di ricostruire l'archivio musicale e rilanciare l'attività della Casa editrice.
Tutto ciò si rende possibile a cominciare dalla fine della guerra nel 1945, dove in una Milano distrutta dai bombardamenti s'inizia faticosamente nell'opera di ricostruzione degli uffici bombardati anni prima.
Nel giro di pochi anni, grazie alla buona conduzione dei responsabili di Casa Ricordi, gli uffici vengono ricostruiti, ma soprattutto si procede a una riorganizzazione interna, in linea con i mutati tempi di una situazione culturale e sociale profondamente cambiata dopo l'esperienza della guerra.
Questo lavoro porta alla trasformazione delle Officine Grafiche Ricordi a divenire una società per azioni nel 1949 e all'apertura di nuove succursali e agenzie di distribuzione e di rappresentanza dell'attività editoriale. Insieme a ciò si ha l'ampliamento delle strutture già esistenti.
Nello stesso periodo avviene la ricostruzione di una piccola biblioteca, grazie ad alcune donazioni, e il completamento dell'opera di ricostruzione materiale degli uffici distrutti durante la guerra. A testimonianza di ciò vi è nel 1950 la riapertura del negozio di vendita al pubblico di via Berchet a Milano.
A conclusione di questa fase di rilancio arriva nel 1952 la trasformazione di Casa Ricordi da Società in accomandita semplice a società a responsabilità limitata. Tale società viene presieduta da Alfredo Colombo con amministratori delegati Guido Valcarenghi (figlio di Renzo), che sostituisce Camillo Ricordi (ritiratosi da amministratore dell'azienda), ed Eugenio Clausetti.

### 1994-2007: Bertelsmann
Nel 1994 Guido Rignano, amministratore della Ricordi, per conto degli azionisti cede il pacchetto di maggioranza del gruppo musicale Ricordi al gruppo tedesco Bertelsmann, tra i primi gruppi mondiali nel settore editoriale e dell'entertainment. Nel contratto di vendita Rignano impone la clausola che l'Archivio storico (conservato nel caveau di via Salomone) non possa mai lasciare l'Italia.
Con questa acquisizione Bertelsmann, assieme alle attività discografiche già di proprietà in Italia (BMG Ariola) entra a far parte della divisione BMG (Bertelsmann Music Group) con la nuova denominazione BMG Ricordi. All'interno della nuova società le due anime, editoriale e discografica, mantengono una propria netta autonomia operativa, concentrando le attività editoriali negli uffici di Milano e quelle discografiche principalmente nella sede di Roma.
La divisione editoriale attraversa una fase di riorganizzazione interna che porta a un riordino di tutte le attività e a una modernizzazione dei processi creativi, artistici e produttivi. Particolare attenzione è stata dedicata dal nuovo azionista alla cura e rivalutazione del prezioso Archivio Storico Ricordi della società, preziosissima collezione documentaria che racconta la storia imprenditoriale della società.
Nel 2004, con la fusione delle attività discografiche di Sony e BMG, per le edizioni musicali si costituisce dal punto di vista formale una nuova società, BMG Ricordi Music Publishing.

### Dal 2007: Universal Music Group
Nel 2007 Bertelsmann cede l'attività delle edizioni musicali del gruppo BMG Music Publishing alla Universal Music Group, ad eccezione del marchio e dell'Archivio Storico Ricordi che confluiscono la società Ricordi & C.
Nel 2008, anno delle celebrazioni del bicentenario della Ricordi, il gruppo si presenta al mercato con Ricordi & C. proprietaria del marchio e dell'Archivio storico, con SonyBmg per il catalogo discografico, Universal Music Publishing per le edizioni musicali e il gruppo Feltrinelli per la catena Ricordi Media Stores.

## Albero genealogico della famiglia Ricordi
|        |                   |                                                    |                             |                             |                      |                                    |                                    |                                |                      |                      |                          |                                      |                                      |                                         |                   |                                   |                                   |                  |                  |
|        |                   |                                                    |                             |                             |                      |                                    |                                    |                                |                      |                      |                          |                                      |                                      | RICORDI                                 |                   |                                   |                                   |                  |                  |
|        |                   |                                                    |                             |                             |                      |                                    |                                    |                                |                      |                      |                          |                                      |                                      |                                         |                   |                                   |                                   |                  |                  |
|        |                   |                                                    |                             |                             |                      |                                    |                                    |                                |                      |                      |                          |                                      |                                      |                                         |                   |                                   |                                   |                  |                  |
|        |                   |                                                    |                             |                             |                      |                                    |                                    |                                |                      |                      |                          |                                      |                                      | Giovanni Battista ⚭ Angiola de Medici   |                   |                                   |                                   |                  |                  |
|        |                   |                                                    |                             |                             |                      |                                    |                                    |                                |                      |                      |                          |                                      |                                      |                                         |                   |                                   |                                   |                  |                  |
|        |                   |                                                    |                             |                             |                      |                                    |                                    |                                |                      |                      |                          |                                      |                                      |                                         |                   |                                   |                                   |                  |                  |
|        |                   |                                                    |                             |                             |                      |                                    |                                    |                                |                      |                      |                          |                                      |                                      | Giovanni 1785-1853 ⚭ Giovannina Vezzoli |                   |                                   |                                   |                  |                  |
|        |                   |                                                    |                             |                             |                      |                                    |                                    |                                |                      |                      |                          |                                      |                                      |                                         |                   |                                   |                                   |                  |                  |
|        |                   |                                                    |                             |                             |                      |                                    |                                    |                                |                      |                      |                          |                                      |                                      |                                         |                   |                                   |                                   |                  |                  |
|        |                   |                                                    |                             |                             |                      |                                    |                                    |                                |                      |                      |                          | Tito I 1811-1888 ⚭ Giuseppina Arosio | Tito I 1811-1888 ⚭ Giuseppina Arosio | Innocente -1853                         | Innocente -1853   | Giulietta 1812-1870 ⚭ Carlo Pozzi | Giulietta 1812-1870 ⚭ Carlo Pozzi |                  |                  |
|        |                   |                                                    |                             |                             |                      |                                    |                                    |                                |                      |                      |                          |                                      |                                      |                                         |                   |                                   |                                   |                  |                  |
|        |                   |                                                    |                             |                             |                      |                                    |                                    |                                |                      |                      |                          |                                      |                                      |                                         |                   |                                   |                                   |                  |                  |
|        |                   |                                                    |                             |                             |                      | Giulio 1840-1912 ⚭ Giuditta Brivio | Giulio 1840-1912 ⚭ Giuditta Brivio | Giuseppe 1853-1902             | Giuseppe 1853-1902   | Amalia 1843-1899     | Amalia 1843-1899         | Enrico 1848-1899                     | Enrico 1848-1899                     | Antonio 1850-1899                       | Antonio 1850-1899 | Emilio 1855-1933                  | Emilio 1855-1933                  | Pompeo 1855-1935 | Pompeo 1855-1935 |
|        |                   |                                                    |                             |                             |                      |                                    |                                    |                                |                      |                      |                          |                                      |                                      |                                         |                   |                                   |                                   |                  |                  |
|        |                   |                                                    |                             |                             |                      |                                    |                                    |                                |                      |                      |                          |                                      |                                      |                                         |                   |                                   |                                   |                  |                  |
|        | Tito II 1865-1933 | Tito II 1865-1933                                  | Emanuele (Manolo) 1876-1940 | Emanuele (Manolo) 1876-1940 | Antonietta 1863-1868 | Antonietta 1863-1868               | Giuseppa Anna (Gina) 1870-1960     | Giuseppa Anna (Gina) 1870-1960 | Giampietro 1877-1878 | Giampietro 1877-1878 | Luigi (Gigino) 1879-1944 | Luigi (Gigino) 1879-1944             |                                      |                                         |                   |                                   |                                   |                  |                  |
|        |                   |                                                    |                             |                             |                      |                                    |                                    |                                |                      |                      |                          |                                      |                                      |                                         |                   |                                   |                                   |                  |                  |
|        |                   |                                                    |                             |                             |                      |                                    |                                    |                                |                      |                      |                          |                                      |                                      |                                         |                   |                                   |                                   |                  |                  |
| Giulia | Giulia            | Camillo 1908-1954                                  | Camillo 1908-1954           | Franco                      | Franco               | Tito III                           | Tito III                           |                                |                      |                      |                          |                                      |                                      |                                         |                   |                                   |                                   |                  |                  |
|        |                   |                                                    |                             |                             |                      |                                    |                                    |                                |                      |                      |                          |                                      |                                      |                                         |                   |                                   |                                   |                  |                  |
|        |                   |                                                    |                             |                             |                      |                                    |                                    |                                |                      |                      |                          |                                      |                                      |                                         |                   |                                   |                                   |                  |                  |
|        |                   | Carlo Emanuele (Nanni) 1932-2012 ⚭ Marisa Facchini |                             |                             |                      |                                    |                                    |                                |                      |                      |                          |                                      |                                      |                                         |                   |                                   |                                   |                  |                  |
|        |                   |                                                    |                             |                             |                      |                                    |                                    |                                |                      |                      |                          |                                      |                                      |                                         |                   |                                   |                                   |                  |                  |
|        |                   |                                                    |                             |                             |                      |                                    |                                    |                                |                      |                      |                          |                                      |                                      |                                         |                   |                                   |                                   |                  |                  |
|        |                   | Camillo                                            |                             |                             |                      |                                    |                                    |                                |                      |                      |                          |                                      |                                      |                                         |                   |                                   |                                   |                  |                  |